# Акантофеникс красный
Акантофеникс красный (лат. Acanthophoenix rubra) — пальма, вид рода Акантофеникс (Acanthophoenix) трибы Areceae.

## Таксономия
Впервые описана Жаном-Батистом Бори как Areca rubra в 1804 году. В 1867 году переведена в род Acanthophoenix.

## Описание
Пальмы высотой до 24 м. Ствол тонкий, около 18 см в диаметре. В кроне бывает около десяти листьев. Листья перистые, до 3,5 м длиной, доли от 5 до 20 см длиной. Цветки желтоватые.

## Практическое использование
Широко культивируется. Ценится за съедобную сердцевину и как лекарственное растение.

## Ареал и охранный статус
Эндемик островов Маврикий, Реюньон и Родригес.
На Маврикии произрастают около 150 экземпляров этого растения. Количество растений уменьшается из-за вспашки земли под плантации сахарного тростника.